# Baskijska prezimena
Baskijska prezimena u cjelini su lako prepoznatljiva, relativno dobro dokumentirana i slijede mali broj zadanih uzoraka.
Često se odnose na obiteljske kuće (etxea), povijesno svi važni obiteljski domovi. Kad je farma (baserri) iznajmljena drugoj obitelji, često su novi stanari bili lokalno poznati po imenu farme, a ne njihovom prezimenu. 

## Povijest

### Najstariji spomen
Najranije dokumentirana baskijska prezimena javljaju se na akvitanijskom natpisu iz vremena Rimskog osvajanja Hispanije i Galije Akvitanije. Veći dio njih se može lako identificirati s modernim ili srednjovjekovnim baskijskim prezimenima, primjerice Enneconis (osobno ime Eneko plus latinski genitivski nastavak -IS)> Enekoitz.
Također Sembeconnis, vjerojatno kovanica od   sličnog kasnijeg prezimena  Jimenez (Scemeno je zabilježeno   u 8. – 9. stoljeću). V (alerius) Beltesonis(vjerojatno kovanica od "beltz" 'crno', manje vjerojatno povezana s "Bele / Beli" "vrana") ugravirano na steli iz Andriarriage nađenoj u Oiartzunu svjedoče mješavini rimske i vaskonske tradicije u lokalnom plemstvu u doba antike.

### Srednji vijek
García, jedno od najčešćih španjolskih prezimena,  izvorno je baskijsko. Srednjovjekovna baskijska imena slijede ovaj opisni nazivni obrazac o osobi, ukazujući na fizičke značajke ("Gutia", "Motza", "Okerra", "Ezkerro", "Zuria", itd.), obiteljske odnose ili zemljopisno podrijetlo, npr Eneko (španjolski Iñigo) može biti hipokoristik  "moja mala ljubav".

U srednjem vijeku, totemski životinjski lik   često je predstavljao ljudske osobine.:. 20 Otxoa ("Vuk")  je bilo baskijska inačica romanskog imena Lope, ili obrnuto, i tijekom ranog srednjeg vijeka je bilo   učestalo duž čitavih Pireneja i zapadno do kantabrijskog gorja. Sada je prezime, kao i njemu sličan oblik  "Otxotorena" ("kuća malog vuka", ili možda "supruga malog vuka '),: 144,   slično španjolskom " Lopez "(regionalne varijante" Lopes ", "Lupiz", itd). "Velasco" je bilo ime, koje će kasnije postati prezime,  izvedeno iz   baskijskog "belasko", "mali gavran". "Aznar" je bilo srednjovjekovno baskijsko, gaskonjsko i španjolsko prezime izvedeno od baskijske riječi   "azenari", "lisica" (moderni baskijski: "Azeri") Izvorno je bilo i osobno ime, no danas je zastarjelo.:63
Nepatronimska, opisna baskijska tradicija davanja imena je došla do zastoja kada je u 16. stoljeću Katolička crkva postrožila propise kako bi kristijanizirala običaje koje nisu bili pravovjerni  (tako npr.  ime Ochanda, 'vučica', u Vitoria-Gasteiz još u 16. stoljeću). Nakon toga, uvedena su romanska osobna imena, a prezimena su izražavala opise mjestu (npr "Luzuriaga", "mjesto bijele zemlje ') i roditeljskog podrijetla (npr" Marinelarena "," Mornarov sin'): 83, 126 uglavnom. U patronimima su izvedeni od oca kroz sufiks -ez, -oz, -iz ili -az što znači 'sin'.  U baskijskom jeziku patronimi i druge obiteljske veze se tvore genitivnim sufiksom - (r)ena, npr Perurena, Arozena, itd.

### Više plemstvo
Drugi kralj Navarre García Iñiguez koristi sufiks -ez prije bilo kojeg drugog monarha Asturije. Dok je uporaba -ez bila norma među vladarima Pamplone i kneževima Biskaje, prvi zapis   korištenja "-ez " bio je monarha od Leona kraljice-supruge od Navare: Jimend od Asturije, Onece od Pamplone ili Urake Fernández.
Bračna savezništva između kršćanskih kraljevstava Leona i Navare bila su tipična u IX, X i XI stoljeća, kako bi se zaštitili od južnih islamskih napada. Dokaz je činjenica da je kralj Alfonso V. León bio uglavnom baskijskog podrijetla Preko svoje majke Elvire García i svoje bake po ocu ]Urake Fernández.
S druge strane, prvi kralj Aragona, Ramiro I., bio je sin Sancha III., unuk Garcíje Sáncheza II. od Pamplone i praunuk Sancha Garcésa II. od Pamplone, sve kraljevi Navare, koji se koriste nastavak -ez i koji su ga mogli uvesti u ovu regiju.
Kao rezultat Rekonkviste, ravnica Douro je ponovno naseljena, najvjerojatnije od strane ljudi iz Navare, Biskaje, Kantabrije ili Alave, koji su koristili sufiks -ez. Nadalje, moguće je da su mnogi od najčešćih španjolskih patronimskih prezimena ne samo baskijskog podrijetla, već i kraljevske ili aristokratske pozadine. Nije smiješno pretpostaviti da su kraljevske obitelji iz Leona, Navare, Aragona te aristokracija Biskaje, Alave ili La Rioje imali veći broj potomaka nego običan puk.

## Pravopis
Tijekom srednjeg vijeka baskijska imena i prezimena su pisana uglavnom po pravopisnim konvencije službenih jezika, obično španjolskog i francuskog.
Glavne razlike su u pravopisu relativno velikog broja baskijskih sibilanata.  Posebno je teško zapisivati ih pomoću francuske pravopisne konvencije u cjelini.  Francuski pravopis baskijskih riječi općenito je teže pomiriti s modernim pravopisom i izgovorom. Također, samoglasnik na početku baskijskih prezimena iz Sjeverne Baskije stekao je početno " D" (Francuska de) u mnogim slučajevima, često zamagljujući baskijski izvorni oblik kao npr. Duhalt <de + uhalte ('okolica potok "), Dotchandabarats <de + otxandabaratz (' voćnjak   vučice '), Delouart <del + uharte (' između potoka ').
Od uvođenja standardnog baskijskog i zajedničkog pisanog standarda, broj neautohtonih pravopisnih varijanti se počeo smanjivati, osobito u Španjolskoj, pišući ih na obrasce u skladu sa značenjem prezimena u baskijskom, što   ostaje nebitno u pravopisu drugog jezika.
| Moderni pravopis | španjolski pravopis | francuski pravopis               |
| ---------------- | ------------------- | -------------------------------- |
| Aroztegi         | Arostegui           | Rosteguy                         |
| Elizalde         | Elizalde            | Elissalde/Delissalde             |
| Eneko            | Iñigo/Yñigo         | Éneco/Ínego/                     |
| Etxeberria       | Echeverría          | Etcheverry/Detcheverry/Echeverri |
| Etxepare         | Echepare            | Etchepare/Detchepare             |
| Ezkibel          | Esquivel            | Esquibel                         |
| Intxausti        | Inchausti           | Ynchausty                        |
| Zubiri           | Zubiri              | Çubiry                           |

Imajte na umu da je po francuskom pravopisu D' nepovijesno i i predstavlja francusku partitivnu česticu d '"od".

## Konvencija
Kao što je pravna konvencija u Španjolskoj, Baski na jugu imaju dvostruka zakonska prezimena, prvo od od oca, a drugo da je od majke. Na sjeveru, Baski zakonski imaju samo jedno prezime po konvenciju u Francuskoj. Ipak, većina Baska može navesti barem prezimena svojih roditelja, baka i djedova. Osnivač baskijskog nacionalizma, Sabino Arana, zahtijevao određenu količinu baskijskih prezimena od svojih sljedbenika kako bi odbio ljude mješanog podrijetla.
U Alavi i na zapadu Navare korištena je drukčija formula, s prezimenima koji su kompoziti, tj. [osnovno prezime španjolskog podrijetla, obično očevo] + de + [baskijsko ime mjesta (najčešće sela)], 23-24 Npr. primjer Fernández de Larrinoa, Ruiz de Gauna ili López de Luzuriaga, što znači "Fernández iz Larrinoe', itd., što ne znači plemenito podrijetlo.  Na ovaj način prezimena mogu biti vrlo dugačka, ako su i očevo i majčino prezime potrebni npr. prilikom popunjavanja obrazaca za dokumente. Takvi oblici su zabilježeni već 1053.
Neko vrijeme je bilo popularan u nekim krugovima slijediti konvencije navodeći svoje ime, koje je izumio Sabino Arana je u drugom dijelu 19. stoljeća. On je odlučio da je baskijski prezimena treba biti popraćen ethnonimskim sufiksom - (t) ar. Tako je usvojio naviku davanja svog imena, Sabin Arana Goiri, kao Arana ta Goiri'taŕ Sabin. Ovaj stil je bio prihvaćen   od brojnih njegovih stranačkih suradnika i pristaša stranke PNV / EAJ, ali je danas u velikoj mjeri ispao iz mode.
Ovi opisna prezimena mogu jako duga. Obitelj će vjerojatno biti poznat po kratkom obliku ili nadimku. Najduže zabilježeno prezime je Burionagonatotorecagageazcoechea koje nosio zaposlenik u Ministarstvu financija u Madridu 1867. godine

## Prepoznavanje baskijskih prezimena
Baskijska prezimena su relativno lako uočljiva kroz visoku učestalost određenih elemenata i završetaka koji se koriste u njihovo oblikovanje, imajući u vidu pravopisne varijante. Izvan Baskije, baskijska prezimena često nalaze u Španjolskoj i Francuskoj, bivšim španjolskim i francuskim kolonija te u dijelovima Sjedinjenih Država, kao što su Idaho kamo se značajan broj Baska odselio.
| suvremeni pravopis | značenje                                  | stariji pravopis                             |
| ------------------ | ----------------------------------------- | -------------------------------------------- |
| -aga               | mjesto (nečega)                           |                                              |
| agirre             | istaknutost                               | aguirre                                      |
| -alde              | strana                                    | alde                                         |
| -arte              | između                                    | art                                          |
| aurre(a)           | prednji                                   |                                              |
| barren(a)          | unutrašnji, donji, često u paru s "'goien |                                              |
| behe               | dolje                                     | be, ve                                       |
| berri(a)           | novi                                      | berry, varri, verría, verry                  |
| bide(a)            | put, staza                                | vida, vide                                   |
| buru               | glava kraj                                | bure                                         |
| garai(a)           | visoki                                    | garay                                        |
| goi                | visok                                     | goy                                          |
| eliza              | crkva                                     | eliç(e), elic(e), eliss, elex, elej          |
| -eta               | obilje                                    | ette                                         |
| etxe(a)            | kuća                                      | ech, eche, etche                             |
| gorri(a)           | crven                                     | corri, gourry                                |
| (h)aritz(a)        | hrast                                     | áriz, harits                                 |
| (h)arri(a)         | kamen                                     | harri, harry                                 |
| iturri             | izvor                                     |                                              |
| mendi(a)           | planina                                   | mendy                                        |
| neko               | eneko                                     | arquiñigo, erquiñigo, iñigo, necochea, yñigo |
| -ola               | koliba, kovačnica                         | olha                                         |
| -ondo              | blizu                                     | onde                                         |
| sagar(ra)          | jabuka                                    |                                              |
| -tegi              | dom, radionica                            | tegui                                        |
| -(t)za             | obilje                                    |                                              |
| urru(ti)           | daleko, izvan                             |                                              |
| zabal(a)           | širok, livada                             | çabal, zábal, zaval                          |
| -zahar(ra)         | star                                      | zar, zaar                                    |
| zubi               | most                                      | subi                                         |

## Vanjske poveznice
- popis  Arhivirana inačica izvorne stranice od 2. travnja 2015. (Wayback Machine) baskijskih prezimena u izdanju baskijske akademije.